# San Prospero
San Prospero est une commune de la province de Modène, dans la région Émilie-Romagne, en Italie.

## Administration
| Période                                  | Période      | Identité      | Étiquette                                 | Qualité |
| ---------------------------------------- | ------------ | ------------- | ----------------------------------------- | ------- |
| 12 mai 1985                              | 12 juin 2004 | Volmer Fregni | PCI, PDS                                  |         |
| 13 juin 2004                             | 24 mai 2014  | Mario Ferrari | Liste civique - San Prospero democratica  |         |
| 25 mai 2014                              | En cours     | Sauro Borghi  | Liste civique - San Prospero Cambia Verso |         |
| Les données manquantes sont à compléter. |              |               |                                           |         |

### Hameaux
San Martino sul Secchia, San Lorenzo della Pioppa, San Pietro in Elda, Staggia.

### Communes limitrophes
Bomporto, Camposanto, Carpi, Cavezzo, Medolla, Soliera.